# Palomena prasina
Palomena prasina (Linnaeus 1761) је врста стенице која припада фамилији Pentatomidae.

## Распрострањење
Palomena prasina jе распрострањена широм  Европе, укључујући Велику Британију. Врста има евросибирско распрострањење. У Србији је честа врста, јавља се од низијских подручја до планина преко 1500 м надморске висине.

## Опис
Дужина тела је око 12–13.5 mm. Почетком пролећа тело је светло зелене боје, антене су углавном црвенкасте а касније у години, пред хибернацију боја тела постаје црвенкасто браон. Немају шаре већ је тело униформно обојено.
Од сличне Palomena viridissima се разликује по ивици пронотума која се пружа од очију ка назад, код P. viridissima је ова ивица је избочена.

## Биологија
Одрасле јединке појављују се на пролеће (од априла), у Србији се срећу веома често а најчешће су током пролећних месеци. Јавља се једна генерација годишње и презимљавају у стадијуму одрасле јединке. Хране се на различитим биљкама, често на листопадном дрвећу (Betulaceae, Salicaceae, Fagaceae, Tiliaceae, Euphorpbiaceae, итд.) али и на биљкама из породица Poaceae, Asteraceae, Urticaceae, Scrophulariaceae.

## Синоними
- Cimex prasinus Linnaeus, 1761 o
- Cimex discolor Wolff, 1811
- Cimex dissimilis Fabricius, 1781
- Palomena rhododactyla Horváth, 1883
- Pentatoma subrubescens Gorski, 1852
- Cimex viridis Harris, 1781